# Orissula
Orissula is een geslacht van hooiwagens uit de familie Sclerosomatidae.
De wetenschappelijke naam Orissula is voor het eerst geldig gepubliceerd door Roewer in 1955. 

## Soorten
Orissula is monotypisch en omvat slechts de volgende soort:
- Orissula heterospinulata